# EML Lembit
L'EML Lembit est l'un des deux sous-marins mouilleurs de mines, de classe Kalev, construits pour la marine estonienne avant la Seconde Guerre mondiale par les chantiers britanniques Vickers-Armstrongs de Barrow-in-Furness en 1934.
Il a servi dans la marine estonienne, puis dans la marine soviétique. Son navire jumeau, l' EML Kalev, a été coulé en octobre 1941. Il est maintenant conservé comme navire-musée à Tallinn.

## Historique
Lembit est le seul navire de guerre de la marine estonienne d'avant-guerre et des pays baltes encore visible. L'Estonie est une nation maritime, et comme tout pays qui a un long littoral à défendre, elle doit sauvegarder ses eaux territoriales. En ce qui concerne l'expérience acquise et observée pendant la Première Guerre mondiale, les sous-marins ont trouvé leur application appropriée dans la marine estonienne d'avant la Seconde Guerre mondiale.
Au cours de la construction et des essais des deux sous-marins, les équipages estoniens ont reçu une formation en Grande-Bretagne entre 1935-1937. Tout au long de 1937-1940, Lembit et son navire jumeau Kalev étaient les navires les plus imposants de la marine estonienne. Le sous-marin a effectué un entraînement d'attaque à la torpille au cours de ses trois années de service dans la marine estonienne, mais il n'a jamais été utilisé dans le rôle de mouilleur de mines.

## Seconde Guerre mondiale
Après l'annexion soviétique de l'Estonie en 1940, la marine estonienne fut intégrée à la marine soviétique. Le sous-marin a été officiellement repris par la marine soviétique le 18 septembre 1940, date à laquelle seuls cinq hommes de l'équipage estonien du sous-marin sont restés à bord. Ils étaient nécessaires pour aider l'équipage soviétique à apprendre sur des machines inconnues.
Après l'opération Barbarossa (invasion allemande de l'Union soviétique) en juin 1941, Lembit a été mis en service dans la flotte de la Baltique soviétique. Le nom d'origine "Lembit" a été initialement conservé. Au moins trois membres de son équipage estonien d'origine ont aidé à faire fonctionner le sous-marin pendant la guerre. Il a participé, avec la flotte soviétique de la Baltique, aux campagnes de la mer Baltique, de 1941 à 1945. Il a effectué un total de sept patrouilles pendant la guerre germano-soviétique .

### Les différentes missions
1941 :
- 10-21 août : il a posé vingt mines près du cap Arcona. Certains navires qui ont été endommagés entre novembre 1941 et fin 1942.
- 19-26 octobre : il a opéré une mission de patrouille.
- 4-5 novembre : En conditions de combat et à travers un champ de glace brisé, il a ététransféré de Cronstadt à Leningrad, et posé un champ de mines dans le baie de Bjork.

 1942 :
- 17 août-22 septembre :il a opéré une mission de patrouille.

Le 13 septembre, Lembit a reçu l'ordre de retourner à la base. Son commandant a décidé de rester en position un jour de plus pour charger les batteries. Le 14 septembre, il attaque un convoi et endommage gravement le navire de transport Finnland, qui coule le 15 septembre. Lors d'une contre-attaque qui a entraîné le largage d'une cinquantaine de charges sous-marines, le sous-marin a subi de graves dommages, dont un incendie dans le deuxième groupe de batteries; six hommes ont été blessés. Après quelques réparations, Lembit est retourné à la base. Cet épisode lui a valu le surnom de «sous-marin immortel».
1944 :
- 6 mars : il reçut l'ordre du Drapeau rouge.
- 2-18 octobre : il a mouillé vingt mines au large de Kołobrzeg. Puis il a coulé le navire marchand néerlandais Hilma Lau le 13 octobre et torpillé le dragueur de mines auxiliaire allemand M-3619/Crabeels le 15 octobre.
- 24 novembre-15 décembre : il a opéré une mission de patrouille. Le patrouilleur allemand V305/Halbertstadt a été endommagé sur une mine du Lembit.

1945 :
- 23 mars-14 avril : il a opéré une mission de patrouille. Durant celle-ci, il a posé un champ de mines au large de Władysławowo qui provoquera le naufrage du patrouilleur allemand Vs-343 le 25 avril.

| Date              | Nom             | Nationalité    | Tonnage   | Notes                              |
| ----------------- | --------------- | -------------- | --------- | ---------------------------------- |
| 14 septembre 1942 | Finnland        | Reich allemand | 5.281 GRT | navire marchand torpillé           |
| 13 octobre 1944   | Hilma Lau       | Reich allemand | 2.414 GRT | navire marchand torpillé           |
| 15 octobre 1944   | M 3619/Crabeels | Reich allemand | 150 GRT   | dragueur de mines (sur mine)       |
| 23 octobre 1944   | Pionier 5       | Reich allemand | ?         | remorqueur portuaire (sur mine)    |
| 24 novembre 1944  | Spreeufer       | Reich allemand | 216 GRT   | bateau de pêche (sur mine)         |
| 13 février 1945   | M 421           | Reich allemand | 543 GRT   | dragueur de mines (sur mine)       |
| 25 avril 1945     | Vs 343          | Reich allemand | ?         | Patrouilleur auxiliaire (sur mine) |
| Total:            | Total:          | Total:         | 8;604 GRT |                                    |

## Après la Seconde Guerre mondiale
Le 18 juin 1946, Lembit a été rebaptisé U-1 ; le 9 juin 1949 S-85 ; le 30 janvier 1956 STZh-24 et le 27 décembre 1956 UTS-29. Entre 1949 et 1956, il a possiblement porté la désignation PZM-1 pendant un certain temps. Le nom d'origine a probablement été restauré lors de sa mise hors service et de son retour à Tallinn en tant que navire-musée en 1979.

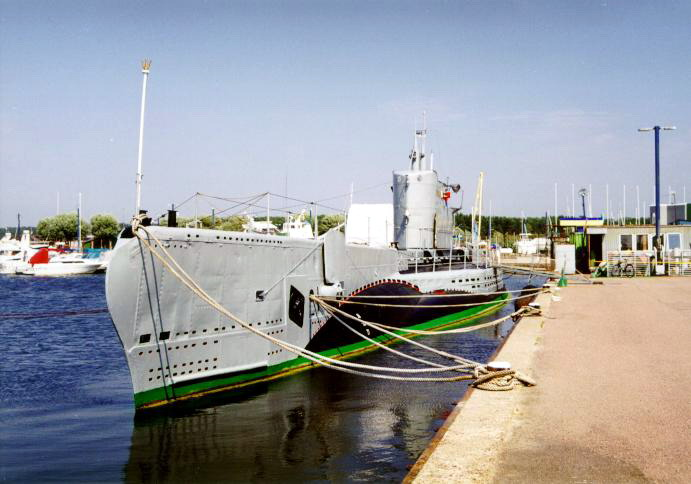
Lembit en 1999

Il est retiré du service actif le 17 janvier 1946 et devient bateau-école. Le 12 janvier 1949, Lembit a été inclus parmi les sous-marins moyens. Il a été désarmé le 10 juin 1955. Il a été transféré au chantier naval de Krasnoye Sormovo le 3 août 1957 et remorqué par la suite à Gorky (aujourd'hui Nijni Novgorod). Lembit y a été préservé comme bateau expérimental et exemple de conception de sous-marins britanniques. Sa trappe pour le puits de stockage du canon anti-aérien étanche à la pression était d'un intérêt particulier. Il a été copié dans les conceptions des trappes de missiles des nouveaux sous-marins soviétiques.
Le 28 août 1979, exactement 38 ans après son départ de Tallinn, Lembit y est revenu en remorque. Après une longue révision, le sous-marin a été ouvert au public en tant que monument aux morts (plus précisément, en tant que filiale du Musée de la flotte soviétique de la Baltique), le 5 mai 1985. Il, avec d'autres artefacts, a été utilisé pour célébrer le 40e anniversaire de la victoire sur l'Allemagne nazie. Lembit était l'un des trois monuments commémoratifs de guerre sous-marine en URSS en 1987, avec le S-56 en Extrême-Orient et le K-21 dans l' Extrême-Nord.

## Après l'indépendance de l'Estonie

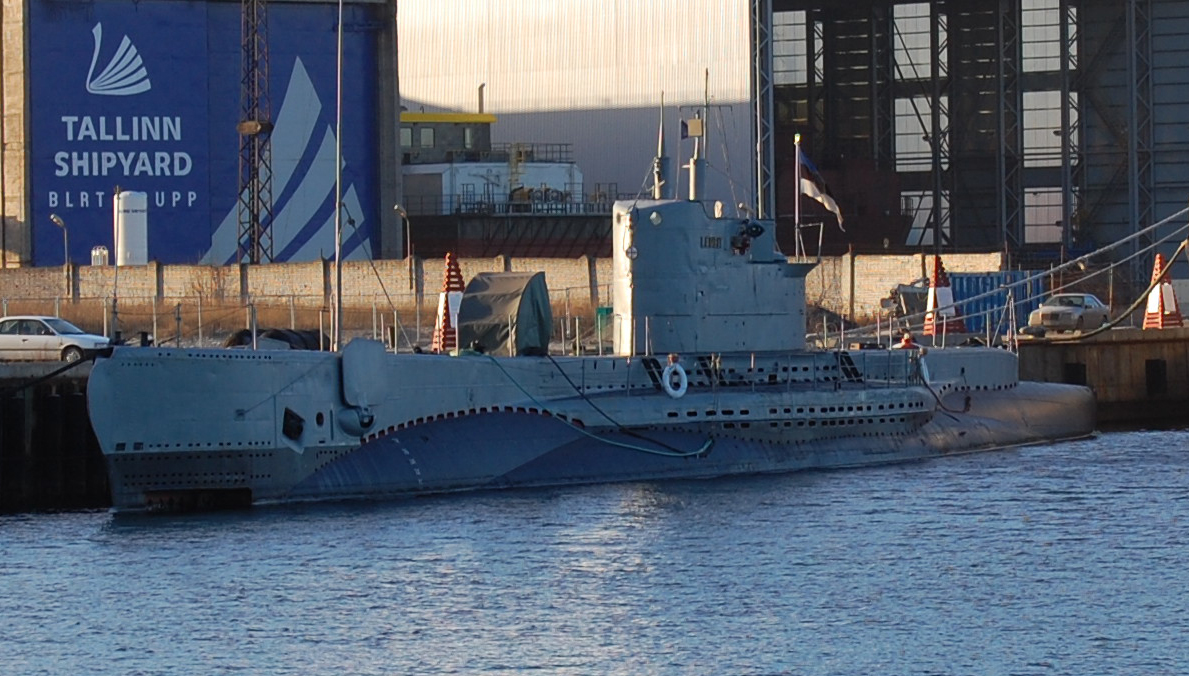
Lembit à Tallinn dans le cadre d'une exposition de musée (2008)

Après l'effondrement de l'URSS en 1991 et la dissolution ultérieure de sa marine, le sous-marin a été repris par des responsables estoniens le 27 avril 1992 (quelques hommes de la Ligue de défense estonienne ont hissé un pavillon estonien sur le navire, sans rencontrer de résistance).
Lembit est l'un des deux navires de guerre estoniens d' vant-guerre ; l'autre est la petite canonnière Uku sur le lac Peïpous qui est une épave. Lembit a reçu la nomination honorifique de «navire no 1 » dans la nouvelle marine estonienne le 2 août 1994. Après une longue et coûteuse restauration, le sous-marin a été ouvert au public, en tant que département du Musée maritime estonien, avec une collection de autres armes navales. Lembit est l'un des rares sous-marins d'avant la Seconde Guerre mondiale (entre autres le finlandais Vesikko, construit en 1933, et le K-21 soviétique, construit en 1937).

## Préservation

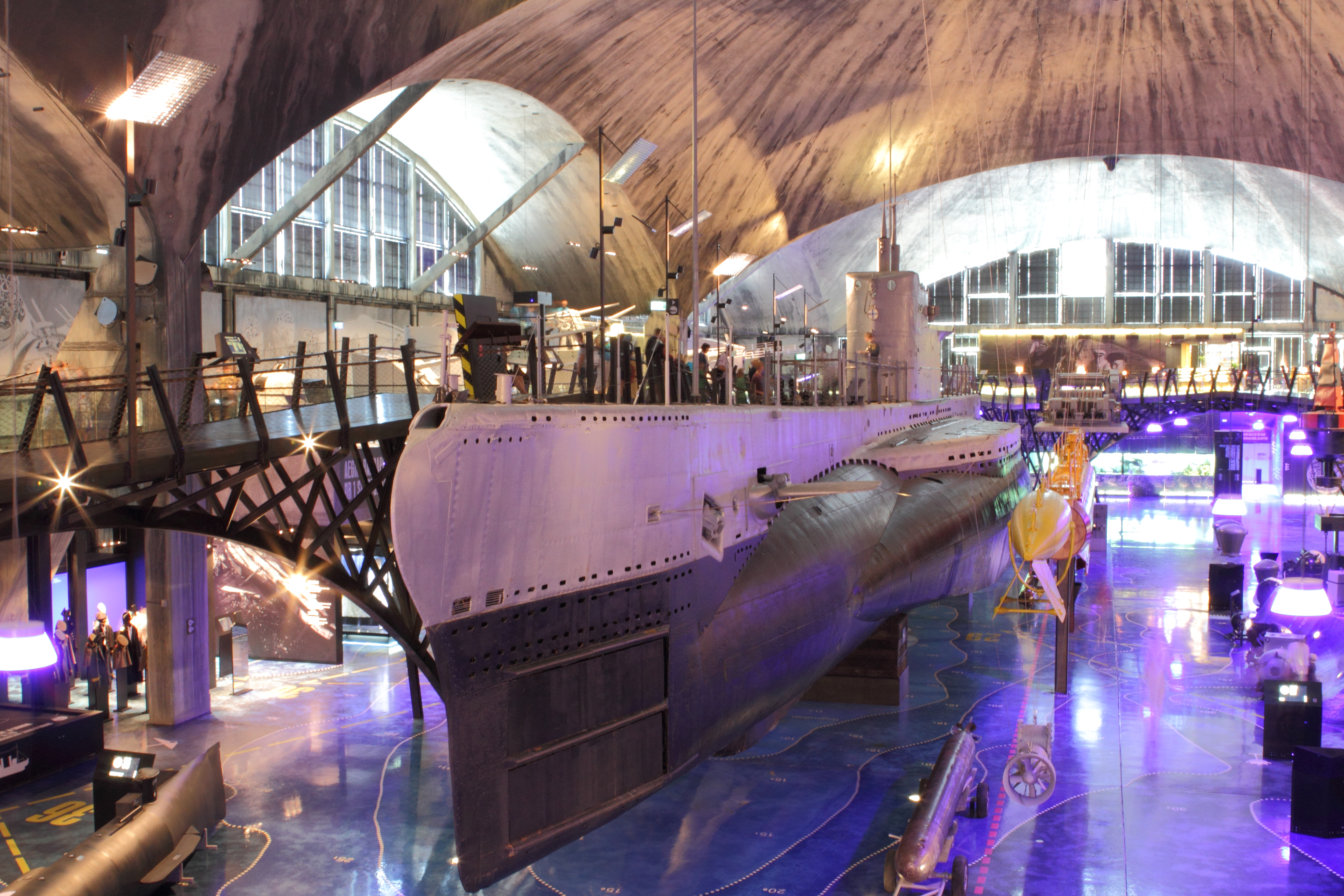
Lembit en 2013 dans le musée de Tallinn

Fin 2002, Lembit a pris feu. Une personne a été tuée dans l'incendie, mais rien de valeur historique n'a été perdu. Mais jusqu'en 2003, il n'était plus visible par le public. Les dessins originaux ont été découverts dans une archive de Cumbria en 2010. Ils ont été scannés et envoyés en Estonie. Un total de plus de 200 dessins ont été envoyés, afin qu'ils puissent être utilisés pour la restauration. Le Musée maritime estonien a élaboré des plans pour placer le navire dans le bâtiment du musée (Lennusadam) en 2008.
Le sous-marin n'avait plus ses couvercles externes de tube lance-torpilles. Ils ont utilisé un original, qui a été stocké ailleurs et les dessins (obtenus d'Angleterre), pour construire trois répliques. La plupart de la peinture extérieure a également été enlevée, pour un léger déraillement et l'élimination de quelques petites bosses. Il était prévu que la restauration totale coûterait plus de 360 000 euros. Le musée a rouvert aux visiteurs en mai 2012, avec Lembit maintenant sous couverture pour que les visiteurs explorent, à la fois à l'intérieur et à l'extérieur.

### Articles externes
- (en) Kalev-class submarine (Kalev or Lembit)
- Musée maritime estonien